# Castledermot
Castledermot (en gaèlic irlandès Diseart Diarmad que vol dir "Ermita de Diarmad") és una vila d'Irlanda, al comtat de Kildare, a la província de Leinster. Es troba a 47 kilòmetres de Dublín i a 10 kilòmetres de Carlow. Pel poble passa la carretera N9 de Dublín a Waterford. La ciutat és travessada pel riu Lerr (un afluent del riu Barrow, el segon riu més llarg d'Ireland).

## Demografia
La població de la vila era de 887 habitants segons el cens de 2006, un 22% més alt que la xifra registrada en 2002. L'augment de població es deu a la seva proximitat a Dublín.

## Llocs d'interès
A la vila hi ha les restes d'una torre rodona, dues creus altes de granit ben conservades i les ruïnes d'un convent franciscà, a 5 kilòmetres del castell de Kilkea, antiga residència del duc de Leinster, però que ara és un hotel i una granja. El castell fou construït per l'anglonormand Hugh de Lacy en 1180, i més tard va passar als Fitzgerald. Es deia que Gerald FitzGerald, 11è comte de Kildare, havia practicat la màgia al castell de Kilkea, el que li va valer el sobrenom de "el comte bruixot".

## Història
El Parlament irlandès més antic que es coneix es va reunir a Castledermot el 18 de juny de 1264. A més, la finestra intacte més antic d'Europa Occidental es pot trobar a la ciutat, formant part de les ruïnes d'un convent franciscà. Sant Llorenç O'Toole (1128 - 1180) o Lorcan Ua Tuathail, va néixer a Castledermot.
Pel juliol de 1903 la Copa Gordon Bennett passà per Castledermot.